# 山火事

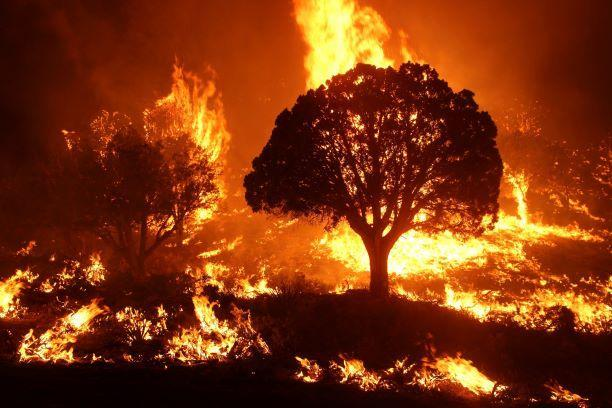
2020年、米国アリゾナ州の山火事

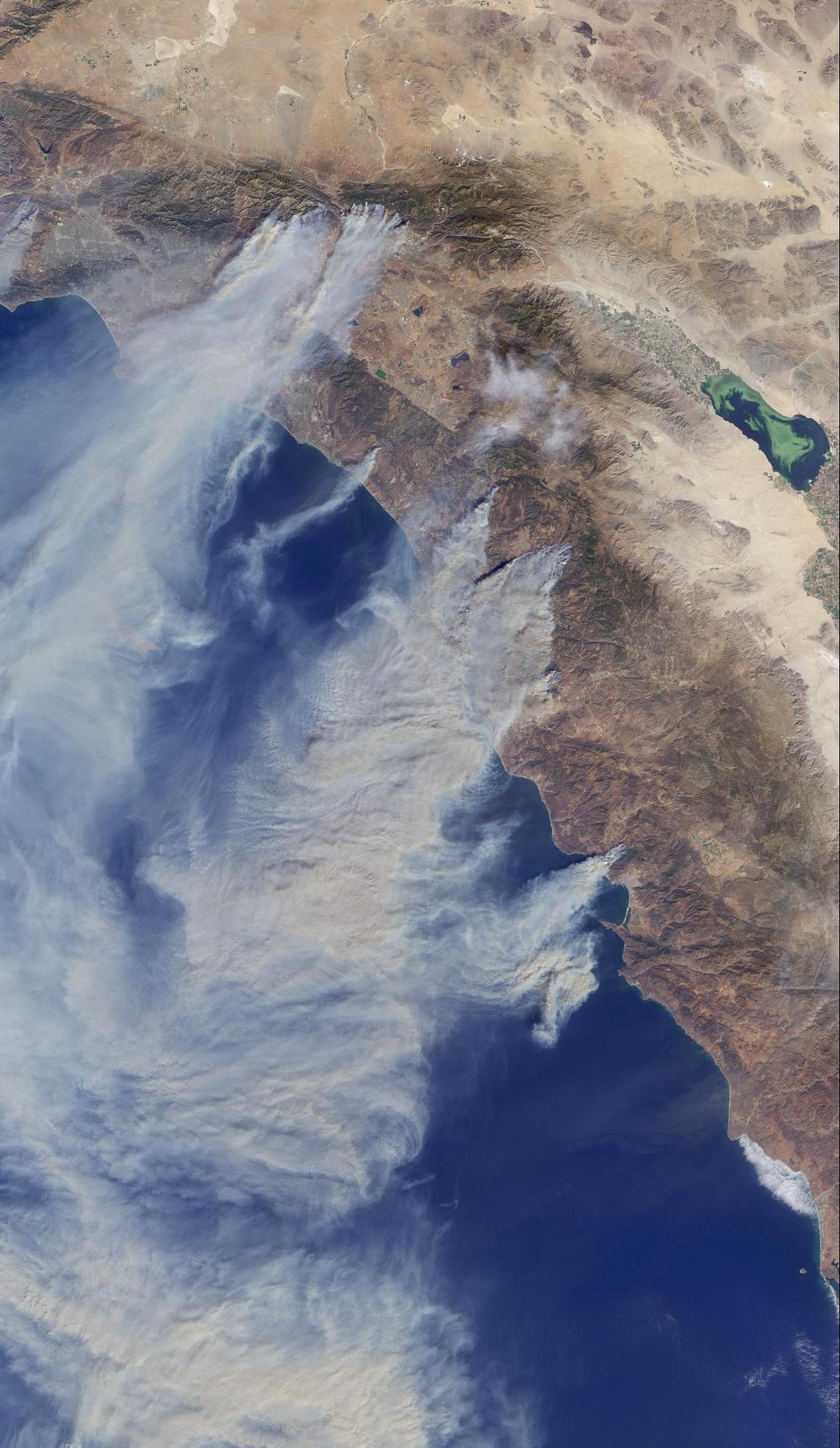
米国の南カリフォルニアの森林火災を捉えた衛星写真（2003年10月）

山火事（やまかじ、英語：wildfire）とは、自然界における火災の日本語での総称。山でなく、平坦な土地の森林や草原で発生・延焼する場合も含み、その対象に応じて森林火災（しんりんかさい）、山林火災（さんりんかさい）、林野火災（りんやかさい）、原野火災（げんやかさい）などともいう。乾燥や強風といった条件が重なると火災旋風に発展することもある。
人為的な地球温暖化により頻度および規模が増大しており、各地で大きな被害を出しているほか、山火事により地球の大気中に温室効果ガス（二酸化炭素、メタン、亜酸化窒素）が増加し、温暖化を加速させ、さらに山火事の範囲・規模が拡大するというポジティブフィードバックを引き起こしている。

## 原因

### 人以外による山火事
落雷や火山噴火、他から着火されず自発的に発火する自然発火により山火事となる。特に落雷による山火事は1975年以降、毎年2‐5％のペースで増加している。病害虫による立ち枯れや熱波などで乾燥した樹木の枯れ枝や枯れ葉は、摩擦により発火を起こすことが報告されている。
猛禽のトビ、フエナキトビ、チャイロハヤブサは、雷などで自然発火した火を別のところに運び延焼を起こし、逃げる小動物を狩る習性がありファイアホーク（Firehawk）と呼ばれる。

### 人的要因

#### 失火、放火
人間の手によるたき火、野焼き（火入れ）、焼畑農業、ゴミなどの野外焼却、タバコの不始末、火遊びなどによる失火、あるいは放火等が主因である。
その他、電力会社が敷設する電線のショートによる発火、航空機の墜落、蒸気機関車の煙突から出る火の粉による火災もある。

#### 地球温暖化
アメリカ合衆国の2017年調査では気候変動によって件数と範囲が増加傾向にあることが示された。 イーストアングリア大学などの研究チームが2020年に発表した分析でも、地球温暖化が山火事の激化要因であることが示唆されている。過去40年間で山火事の発生件数は10倍以上に膨れ上がっており、その背景は地球温暖化の進行で山が高温、乾燥状態になるためと分析されている。
気候変動に関する国際連合枠組条約のフィゲレス事務局長は、 気候変動と山火事の関連性について「もちろん、確実にある。いまだ（二つの間の）直接的なつながりは解明していないが、明らかなのは、現代の科学が熱波が増加しており、それが今後も続くと示していることだ」と答えた。

### その他
大型の動物相、いわゆる「メガファウナ」には生態系エンジニアとして植生などの撹拌と種子の分散などの効果をもたらすことで植生の多様性の維持や分布の拡大などに貢献する生態系上の役割（ニッチ）が見られる。しかし人類の登場以降は、狩猟、乱獲、生息環境の破壊、環境汚染、気候変動などの人為的な悪影響を受けてこれらの動物相の多様性と生息数が著しく低下した。大量の大型動物相が生態系から失われた結果としていくつかの副次的な悪影響も発生しており、山火事などの火災の増加もそれらの一つとされている。

## 対処

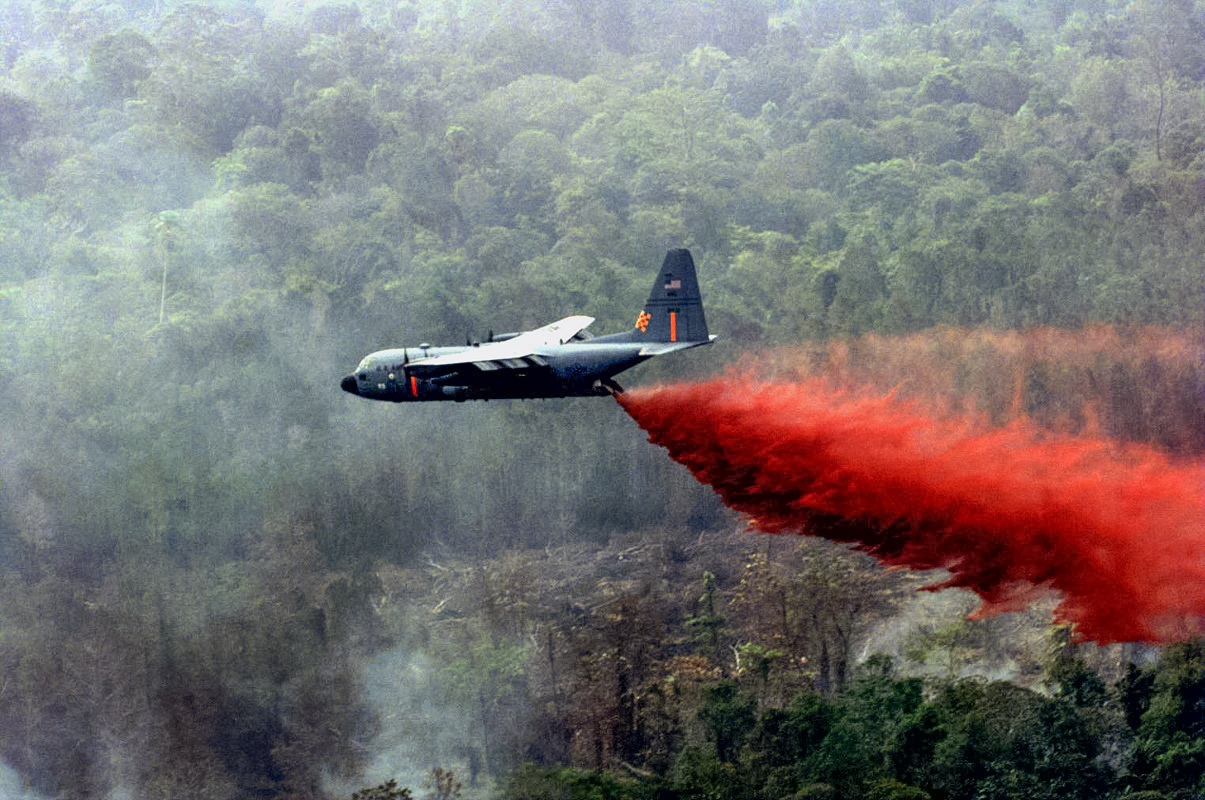
C130ハーキュリーズによる難燃剤の散布

### 消火
航空機やヘリコプターによる散水や消火弾の投下、消防車による放水の他に、樹木を帯状に伐採して防火帯を形成して自然鎮火を待つといった方法がある。
アメリカ合衆国やオーストラリアなどでは、落雷などにより自然に発生した山火事は自然のサイクルの一現象としてとらえ、人命に影響しない限りむやみに消火しないといった方策をとる場合もある。またロシアには、地元当局に森林火災の消火を義務づけないことを決めた政令を定めている。これは 消火のための予算不足が理由で、火災が人家などに危害を及ぼさず、消火にかかる費用が森林消失で予想される損失を上回る場合は、地元自治体は火災を監視するだけで、消火しなくてもよいとしている。

#### 空中消火

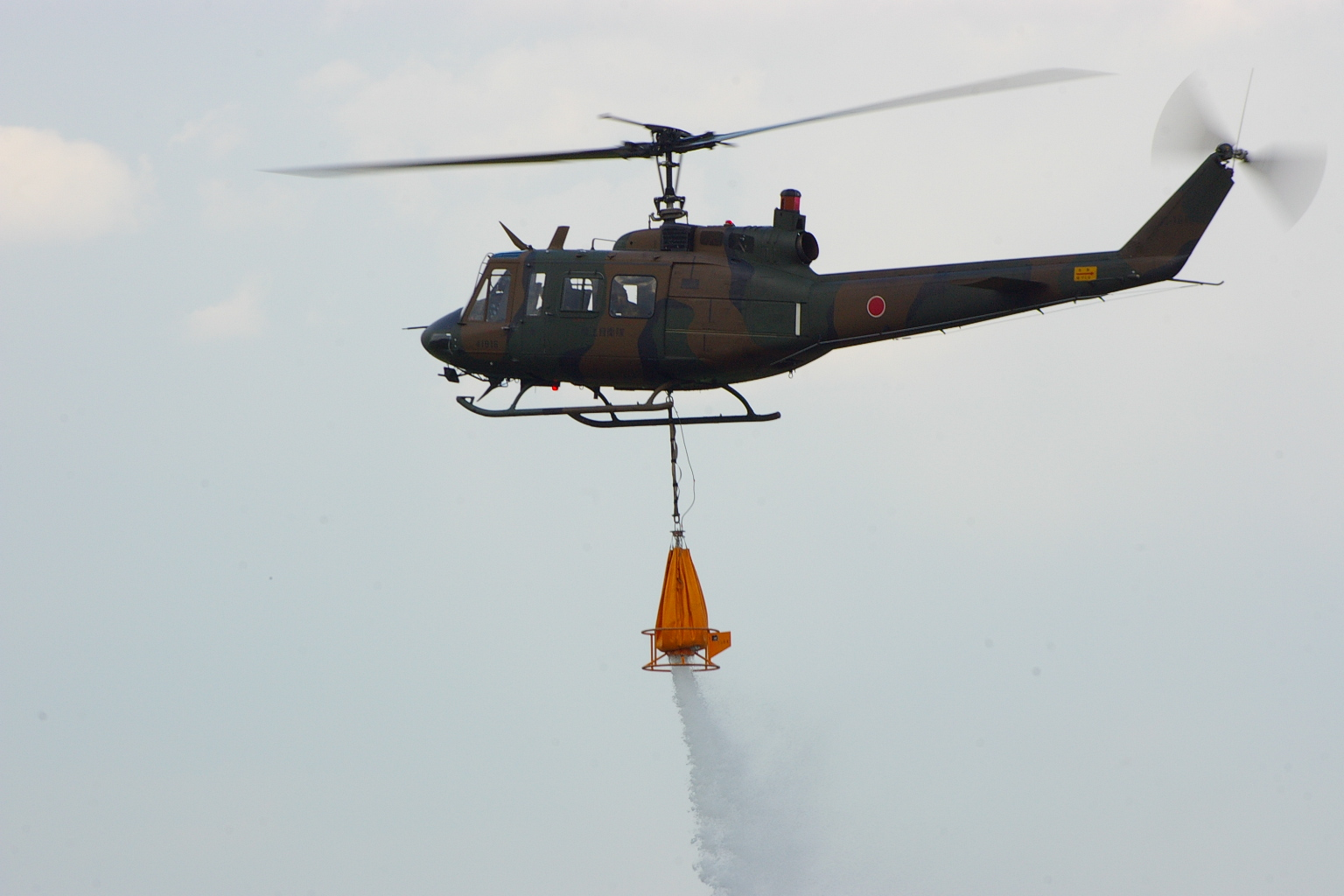
陸上自衛隊によるバンビバケット（空中消火用水のう）を用いた空中消火訓練の様子。

航空機を用いて、空から消火活動を行う。広大な森林や険しい山が多い国では、林野火災の現場まで消防車がたどり着けないことが多く、空中消火専門の消防隊が存在している。国によっては消防隊ではなく軍隊、警察や国境警備隊、山林を管轄する機関、民間企業などが行っていることもある。

#### スモークジャンパー

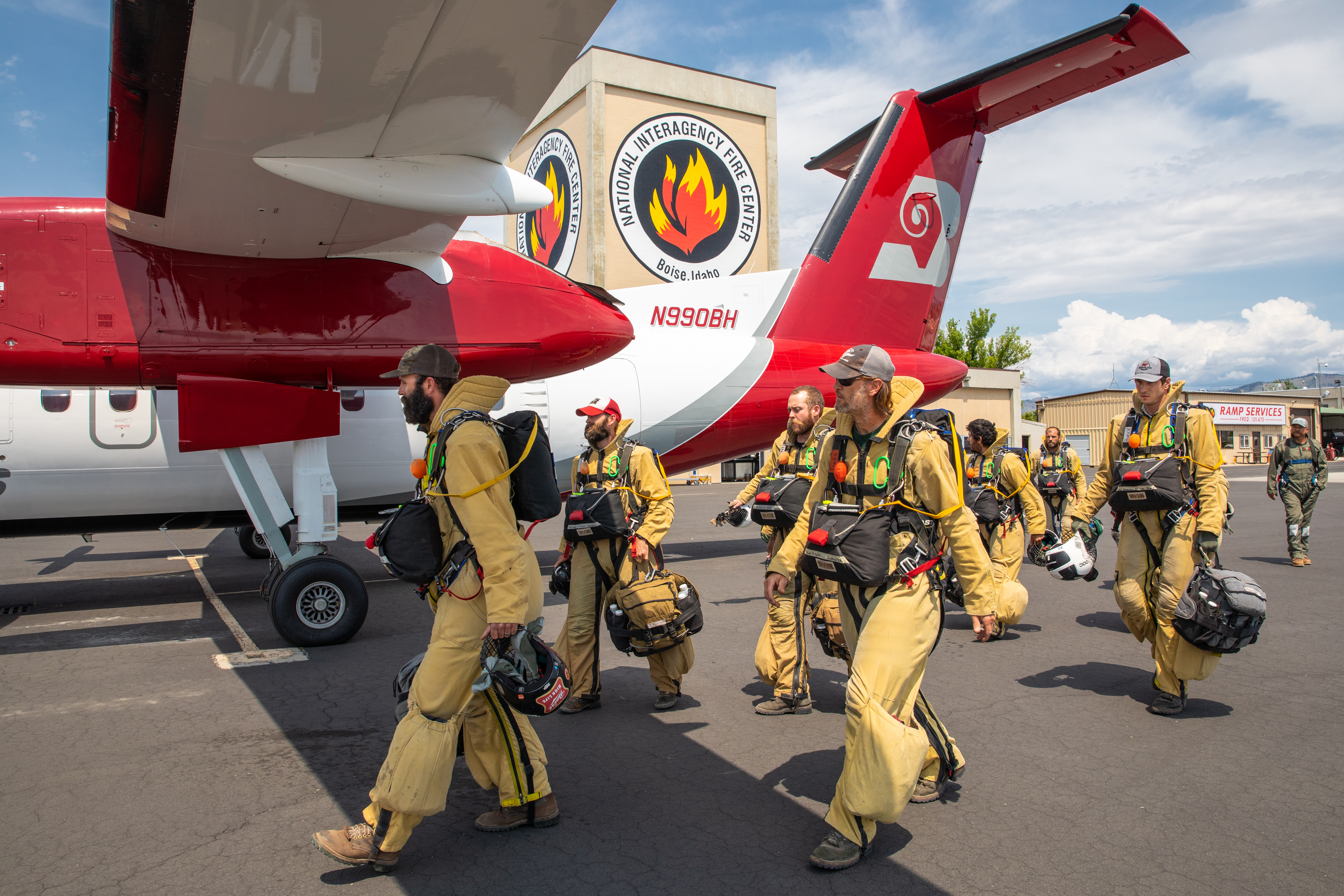
米国内務省土地管理局のスモークジャンパー

アメリカ、ロシア、カナダで組織されている、遠隔地の山火事の現場にパラシュートで降下し、初期対応を行う消防士のこと。スモークジャンパーと呼ばれる。隊員は現地に到着後、難燃剤の散布、木を切り倒して防火帯を作るなどの作業にあたる。

#### ヘリタック
ヘリコプターで火災現場に人員を輸送し、迅速な消火活動を行う部隊。ヘリタックと呼ばれる。ヘリコプターは乗組員を乗せて出発し、隊員は火災現場近くで降下、地上でチェーンソーなどの機材を用いて防火帯を構築する。

#### 火を活用した消火
速やかな消火と消火活動の強化を目的として、火を意図的につけて消火する方法。大規模火災において、通常の消火方法では消火不能と判断された場合に最終的手段として使用される。火災進行方向にある可燃物の事前焼却を目的とするバーン・アウト、火災進行方向の変更を目的とするバック・ファイア（迎え火）、バックファイアの拡大を促進するカウンター・ファイアと呼ばれる消火方法がある。
通常は地上の消防隊員により着火されるが、アメリカでは燃料タンクを吊り下げたヘリコプターを用いて、空中から着火することもある。

### 予防

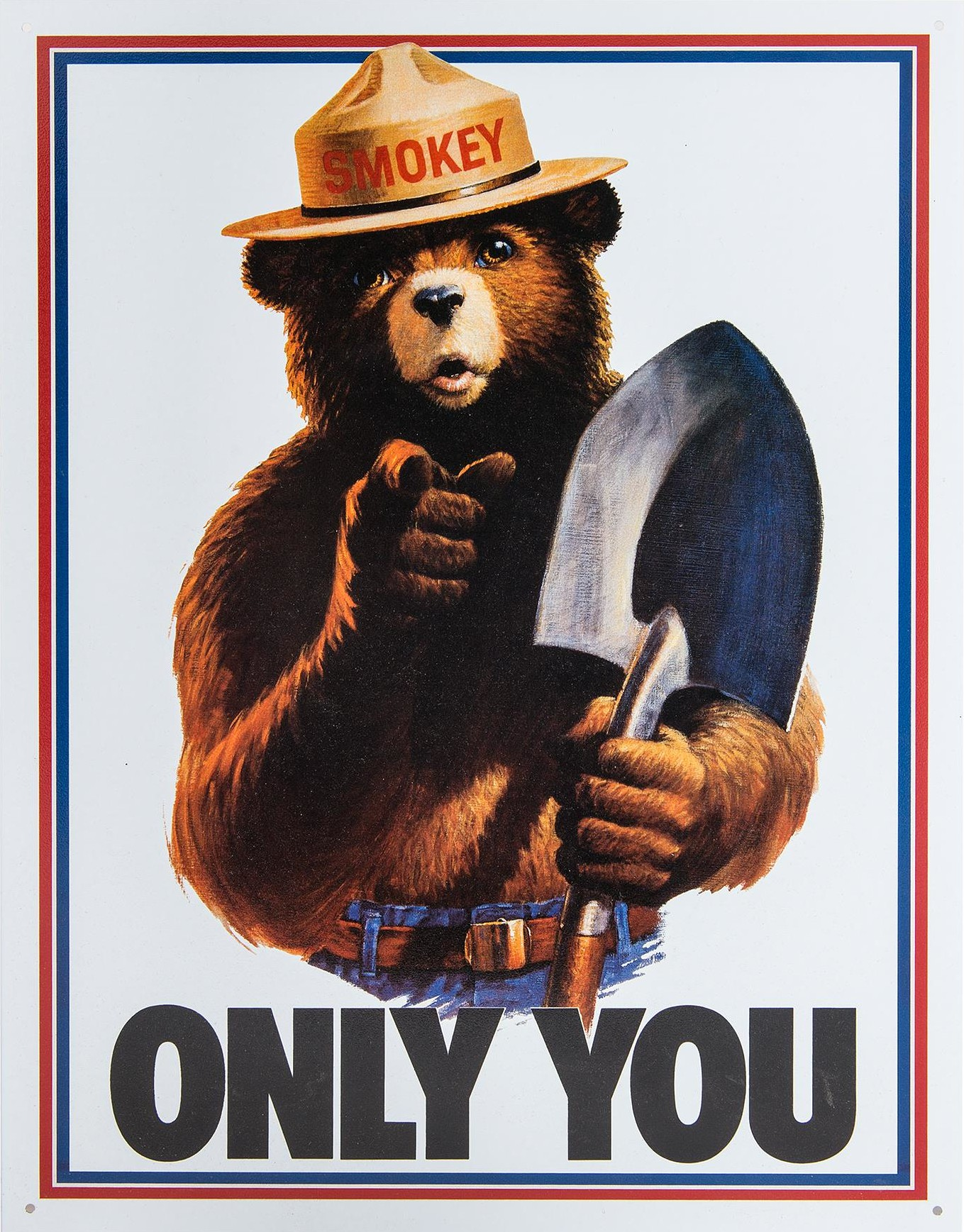
アメリカの山火事予防啓発キャラクターのスモーキー・ベア。「キミだけが山火事を防ぐことができる」として山火事の予防を訴えている。

新たな火災を起こさせないため、人的被害を防ぐため、山林への立ち入り禁止が行われる。
乾季の初めに、植林地に人為的に火入れを行うことにより、草等の地表の可燃物を焼却除去することで、山火事のリスクを低減することができる。しかしカリフォルニア州などでは年間を通して高温で乾燥した状態が続いているために火入れができず、予防が困難になっている例ある。
日本においては、火災警報、強風注意報、乾燥注意報などにより火の扱いに警戒を呼び掛けたり、林野庁、各地の消防庁等により入山者等への啓発活動が行われている。アメリカにおいては、Red flag warningによって山火事が起こりやすくなっていることを周知している。

### 避難
2021年からアメリカ合衆国西海岸では、警戒アプリ『Watch Duty』によるリアルタイムの情報提供が行われている。このアプリは、消防士などのボランティアによる非営利団体によって運営されている。『Watch Duty』に登録しているレポーターと呼ばれる山火事の専門家が参加するボランティアらの情報収集と議論を経た警報が発され、避難が行われている。
また、カリフォルニア州においては、California Mass Evacuation Laws（カリフォルニア州大規模避難法）によって、強制避難命令を発令でき、該当地域において避難誘導するスタッフや警察やジャーナリストなどの許可できる人員以外で立ち退かない人は軽犯罪と判断され、警察権の行使を許可されている。

## 被害

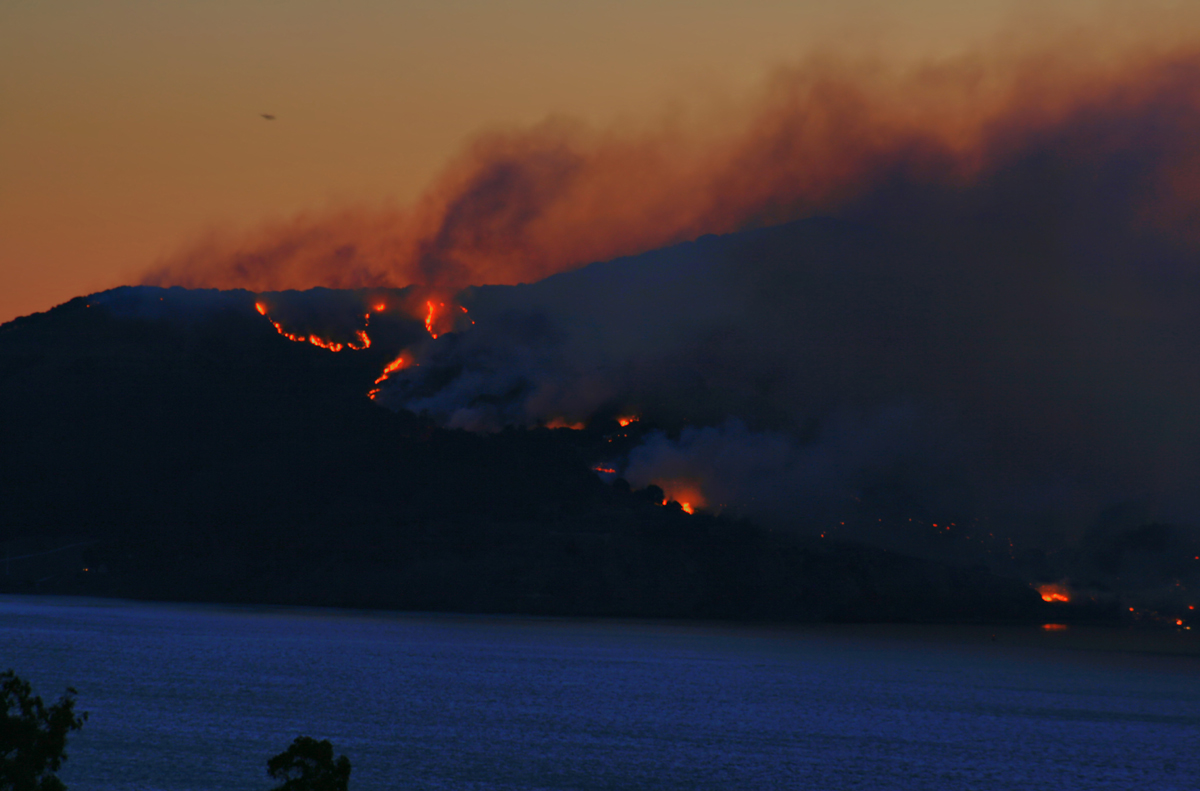
山火事と大量の煙

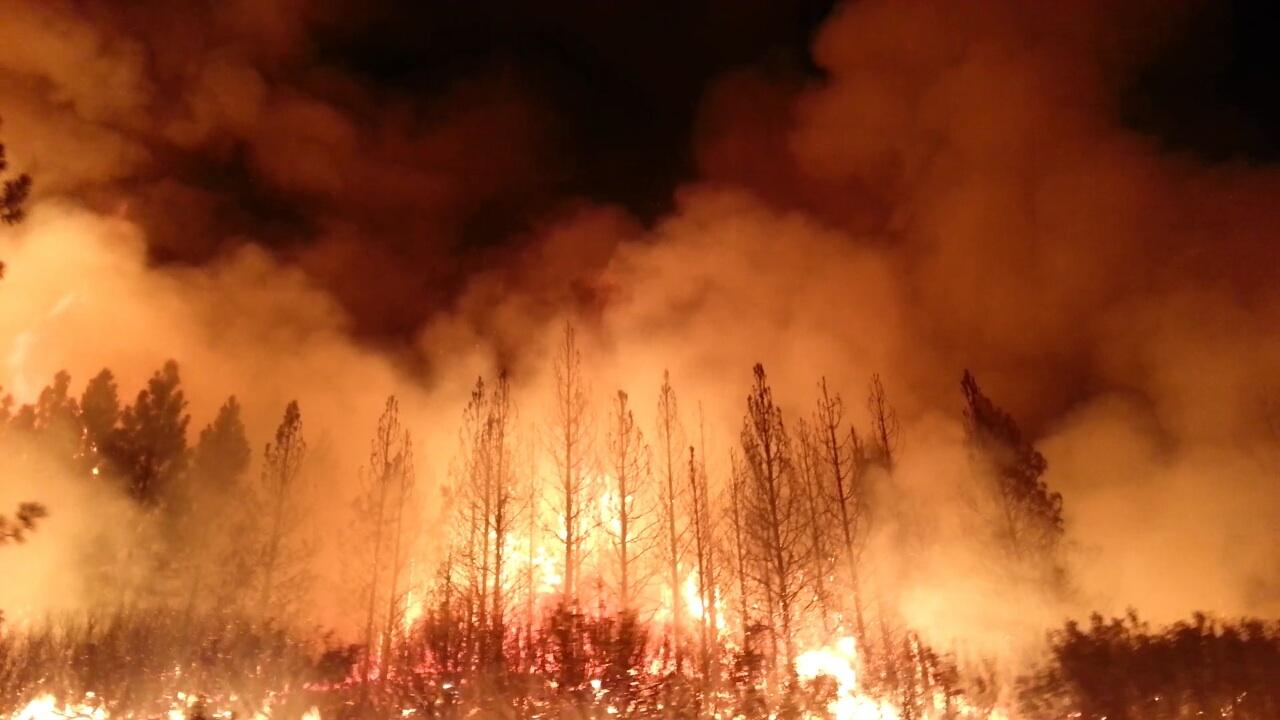
燃える樹木

### 人的被害

#### 直接的な死亡、怪我
高温の炎と大量の煙によって死亡する。2023年のハワイ・マウイ島山火事では114人の死亡が確認され、アメリカ国内の山火事としては過去100年で最悪の被害となっている。
消火に当たる消防士や兵士も犠牲となる。1971年の呉市山林火災では18名の消防士が焼死で殉職している。

#### 大気汚染による健康被害
急激かつ大量に煙が発生し、甚大な大気汚染が発生する。
2019年のオーストラリア森林火災では、危険とされる基準値の11倍に達する大気汚染が生じ、多くの住民が目や呼吸器の苦痛を訴え衛生担当者が懸念を表明する事態となった。煙は学校へも到達し、子どもたちは早退させられた。この汚染は一ヶ月以上継続している。
アメリカ・カリフォルニア州では山火事による煙で、一時世界で最も大気が汚染された都市となった。

### 物的被害
炎は家屋に延焼し住居や自動車、家畜などの財産が焼失する。2023年のハワイ・マウイ島山火事では2,200棟以上の建物が損壊、 経済的な損失額は30億ドル（約4350億円）から75億ドル（約1兆875億円）の間とも推定されている。
山火事により水道システムが損傷し、化学物質が放出され、水道水が汚染されることがある。
カリフォルニア州の電気料金は山火事被害の補償、対策のためにアメリカで最も高くなっている。

### 環境への影響

#### 動植物への影響
山に生息する野生の動植物への影響は大きく、2019年のオーストラリア山火事では約4億8000万の哺乳類、鳥類、爬虫類が死んだと推定されている。豪政府のレイ環境相は「地域に生息するコアラの30％以上が死んだ可能性がある」と発言、地元メディアは最大8000頭のコアラ死亡の可能性を報じている。また川も灰で汚染されることで、大量の魚が死滅する。

#### 二次災害の発生

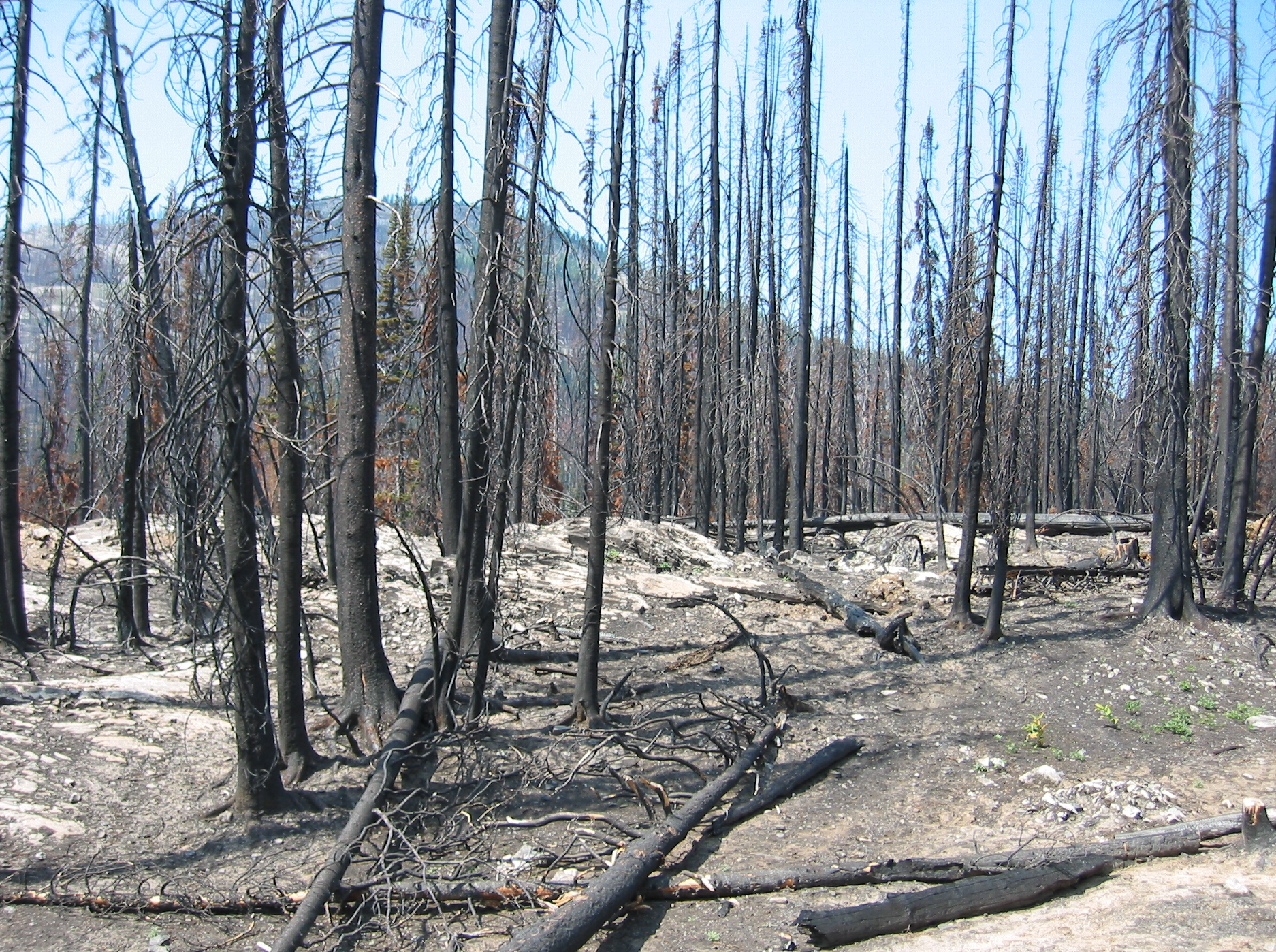
焼け跡

樹木の焼失により山の吸水・保水能力は低下し、降雨を吸収することが出来なくなる。それによって土砂が流出しやすくなり、大雨のたびに洪水、土砂くずれ、土石流へと連鎖する。

#### オゾン層の破壊
山火事によるオゾン層の破壊が指摘されている。 米マサチューセッツ工科大学などの研究チームは、大規模な山火事がオゾン層を破壊する可能性があると英科学誌ネイチャーで発表。「温暖化によって頻繁に激しい山火事が起きれば、オゾン層の回復を遅らせる可能性がある」と警鐘を鳴らしている。

### その他
以上のように甚大な被害を引き起こすため、戦争時には、戦術の一つとして敵国内に山火事を引き起こすことが試みられることもある。第二次世界大戦において、日本軍はアメリカに大規模な山火事を起こすためオレゴン州の山林に焼夷弾を投下した。

## 法律

### 刑事
日本の法律では、山火事を生じさせた場合以下の法律により処分される可能性がある。
- 過失による山火事：森林法第203条第一項違反により罰金（50万円以下）
- 放火による山火事：森林法202条により、自分の所有する森では七年以下の懲役、他人の森にまで広がった場合は二年以上の有期懲役

さらに住宅などにも燃え広がった場合、過失致死傷罪なども加わるケースがある。
シリアでは2021年、3人が死亡した大規模な山火事で放火を自供した24人が処刑された。

### 民事
アメリカ合衆国では、オレゴン州の森林に花火を投げ入れて約194平方キロ以上の森林が焼失する大規模な山火事の発端となった少年（当時15歳）に対し、3661万ドル（約40億円）を賠償するよう求める判決が出た。 また少年には、5年間の保護観察と、林野当局と一緒に1920時間の奉仕活動が課されている。
カリフォルニア州で2017年と2018年に発生し、100人が死亡した山火事では、大手電力会社PG&Eの老朽化した電気設備が火災の原因とされた。同社は被害者から300億ドル超えの請求を受けるとして会社再生法を申請。その後総額135億ドル（約1兆4600億円）の賠償金を支払うことで和解した。
日本国内では立木等の被害に対して賠償を求められた例がある。高知県内の国有林に小型機が墜落、7‐8haのスギ林が燃えた例では、所有者の国が搭乗者の遺族に対して4,500万円の損害賠償を求める訴訟を起こした。

## 各地の概況

### 日本
消防庁によると、2016年から2021年までの5年間の林野火災平均出火件数は約1,300件である。林野火災の動向については、短周期で増減を繰り返しながら長期的には減少傾向で推移している。
林野火災の原因の上位は、たき火、火入れ、放火であり、人為的な原因により発生することが多い。日本は国土の7割が森林に覆われているものの、夏場の湿度が比較的高いため、自然発火によって山火事が起きることは稀である。
異常乾燥やフェーン現象が拡大を助長させることがある。瀬戸内海の各島では多かれ少なかれ被災経験を持つ。かつては北海道でも山火事が頻発した時代があり、統計のある1886年から1945年の60年間に1,438,682町歩（約150万ha）が焼失。1892年当時の北海道の森林面積が約390万haであることから、単純計算で森林面積の4割弱が被害を受けていたこととなる。
消火は、地上から消防車を用いて行うが、現場周辺の道路（林道）の状況によっては消火は困難になる。ヘリコプターの出動による消火剤の散布も行われるが、積載量は限られる上、天候や時間帯、ヘリポートからの距離に左右されるため確実性にかける。このため、水嚢（すいのう）を背負った消防団員らを投入する人海戦術に頼る消火も行われる。
優良な木材の生産地域で発生した場合、林業及び加工・流通などの関連産業に及ぶ被害額は甚大なものとなる。
対策として防火帯（防火保安林）の設置が行われるほか、道路の斜面緑化には枯れ草を出しにくい常緑性の牧草が採用されることがある。

### 北米
落雷などによる自然発火のほか、焼畑農業など人為的な原因により発生する。ヘリコプターや航空機による海水や湖水を汲みあげての空中消火も行われるものの、規模が極めて大きくなりがちであることから集落や道路などの拠点防御が目的となる場合も多い。基本的に自然鎮火を期待することとなる。
各地で発生する山火事の消火作業を民間の消防会社にアウトソーシングする自治体も多く、複数の企業が参入したが採算性が低いため撤退も多い。
カリフォルニア州では刑務所の受刑者の中で危険度が低い者に消防教育を施した「受刑者消防隊」が山火事発生時に防火帯を築くなどの補助作業を時給1ドルの刑務作業として行うプログラムにより経費を節減している。
北米やオーストラリアの森林では、コントロールされた小規模な火入れ（prescribed fire）を定期的に起こしている。これにより、山火事による自然のサイクルが滞らないようにすると共に、大規模な山火事による被害を防いでいる。
対策組織として合衆国魚類野生生物局、原野火災教訓センター、カリフォルニア州森林保護防火局などがある。

### ロシア
シベリア地方のツンドラ地帯は、有機物を大量に含む土壌であるため、樹木が消失した後でも土壌中で種火となりくすぶり続ける。こうした傾向は、亜炭や褐炭など低質の石炭層が露出している地域ではしばしば見受けられる。

### 北極圏
北極圏の火災は北極圏やその周辺の地域で雷などが原因で自然発生的に起こることの多い火災である。地球温暖化の影響で北極圏での火災発生件数が増加している。北極圏の火災は泥炭火災や煤による太陽光の吸収を促進する上、焼失面積が広範囲にわたるため、二酸化炭素の放出量が多く、さらなる地球温暖化へと悪循環になっていることが問題とされている。

## 山火事の歴史
有史以前の山火事の痕跡は、湖底堆積物の年縞、森林土壌中や泥炭堆積物の地層に含まれる炭からも見ることができる。また、草食動物の糞の化石(糞石)・内容物化石に見られる炭からも痕跡を見ることができる。
少なくとも4億3000万年前のシルル紀には山火事が発生していることが確認されている。ギネス記録は、約4億1900万年前のシルル紀に落雷によって発生した山火事を最古のものとしている。

### 日本
- 1961年（昭和36年）三陸大火
- 1971年（昭和46年）呉市山林火災 - 死者18名を出す大惨事となった。これは戦後の林野火災としては最も犠牲者が多く、かつ18名全員が消防署職員であり、最も殉職者を多く出した火事としても記録に残っている。
- 1978年（昭和53年）江田島町林野火災
- 1992年（平成4年）釧路市山林火災 - 1030ha焼失[72]（過去に釧路湿原では、昭和50年5月12日に火災は2,700haを消失、昭和60年4月30日に起きた火災は2,200haを消失した。）[73]。
- 2021年（令和3年）足利市山林火災 - 2021年2月21日、栃木県足利市で大規模な山火事が発生した。ハイカーによるタバコの不始末と考えられている[74]。
- 2024年（令和6年）江田島市林野火災
- 2025年（令和7年）大船渡市山林火災、今治市林野火災

### 韓国
- 2019年江原道山林火災
- 2020年春川山林火災
- 2025年3月大韓民国山林火災（英語版、朝鮮語版）

### 北米
- 2013年ヤーネルヒル火災
- 2021年マーシャル火災
- 2023年8月ハワイ・マウイ島山火事 - ハリケーンによる強風と干ばつが重なり大規模災害となった[75]。

### 南米
- 2019年アマゾン熱帯雨林火災
- 2023年チリ山火事
- 2024年チリ山火事

### ヨーロッパ
- 2007年ギリシャ山林火災
- 2018年アッティカ山火事

## 生態系との関係
山火事が頻発するような地域に生える植物には山火事に適応した形態や生態を持つものがある。防火として典型的なものでは樹皮を厚くし枝や表面が燃えても枝が下から生える胴ぶきするものがある。また、地下部の温度は地上部に比べて上がらないことから、地上部が焼損しても生き残れるように地下部に栄養を蓄えるリグノチューバをもつもの、地上部が損傷しても残った根や幹から芽を出して再生する萌芽再生の能力を高めたものなども知られる。
また、親となる植物の個体が焼損しても次世代に託す仕組みをもつものがあり、火災の熱で果実が割れて種子を散布したり、火災による温度上昇を地中で休眠中の種子が感知して発芽に至るような仕組みをもつものがある。山火事直後の土壌は競合する植物や病原菌が少なく、苗木にとって好適な環境であるため自身の生存ではなく次世代に託す戦略を持つ植物も多い。地中海沿岸やオーストラリアに成立する森林は硬葉樹林と呼ばれ、夏季の乾燥と山火事の多さが特徴である。
- フトモモ科（学名:Myrtaceae）ではオーストラリアを中心に分布するユーカリ属（Eucalyptus）やブラシノキ属（Callistemon）などに火災に適応した種が見られる。厚い樹皮を持ち、萌芽力も高く火災後いち早く再生する。種子が厚い樹脂に包まれ、保護されるとともに樹脂が溶けないと発芽できないようにもなっている。
- ヤマモガシ科（Proteaceae）ではバンクシア属（Banksia）などで知られる。火災で開くタイプの果実を付ける。
- マツ科（Pinaceae）ではアメリカ大陸や地中海沿岸に分布するマツ属（Pinus）の一部の種で火災への適応がよく知られるが他の属では知られていない。火災で開くタイプの果実（球果）を付けるものと厚い樹皮や高い萌芽能力を付けたもののどちらも知られる。
- ヒノキ科（Cupressaceae）ではアメリカ西部のセコイア属（Sequoia）、セコイアデンドロン属（Sequoiadendron）、イトスギ属（Cupressus）の一部の種、オーストラリアで進化したCallitris属（和名未定）とActinostorbus属（和名未定）のすべての種などの一部のグループに火災で開くタイプの果実（球果）を持つものが知られる。
- ウルシ科（Anacardiaceae）では日本にも分布するヌルデ属（Rhus）は地中で長期の休眠が可能で熱を感知する種子を付け、火災後いち早く生えてくる。
- マメ科（Fabaceae）では東北地方ではヤマハギ（Lespedeza bicolor）が高い萌芽性を持ち火災跡地に繁茂するという[76]。また、オーストラリアの森林火災跡地でもマメ科草本のSwainsona greyana（和名未定。英名darling pea）が繁茂しこれを食べた家畜が中毒死する事件が起こっている。
- ブナ科（Fagaceae）では地中海沿岸に分布するコルクガシ(Quercus suber）が厚い樹皮を備えて山火事に強いことで有名である。日本でもミズナラが高い萌芽力で火災跡地で迅速に再生する。

菌類ではマツ類に寄生するツチクラゲ（Rhizina undulata）の胞子が山火事後などの地温が高温の時に発芽することが知られている。また。アミガサタケ属（Morchella）のうち、北米産の一部の種では山火事の後に豊作になるといい、灰によって土壌がアルカリ性に傾くことなどが原因として考えられている。
そのほかにも、山火事で焼けた枯れ木に卵を産む虫タマムシやキクイムシと、その虫の幼虫を餌にする鳥セグロミユビゲラが繁殖しやすい。
山に生息する動物は焦げた匂いを嫌うが、これは山火事から離れるためとされる。

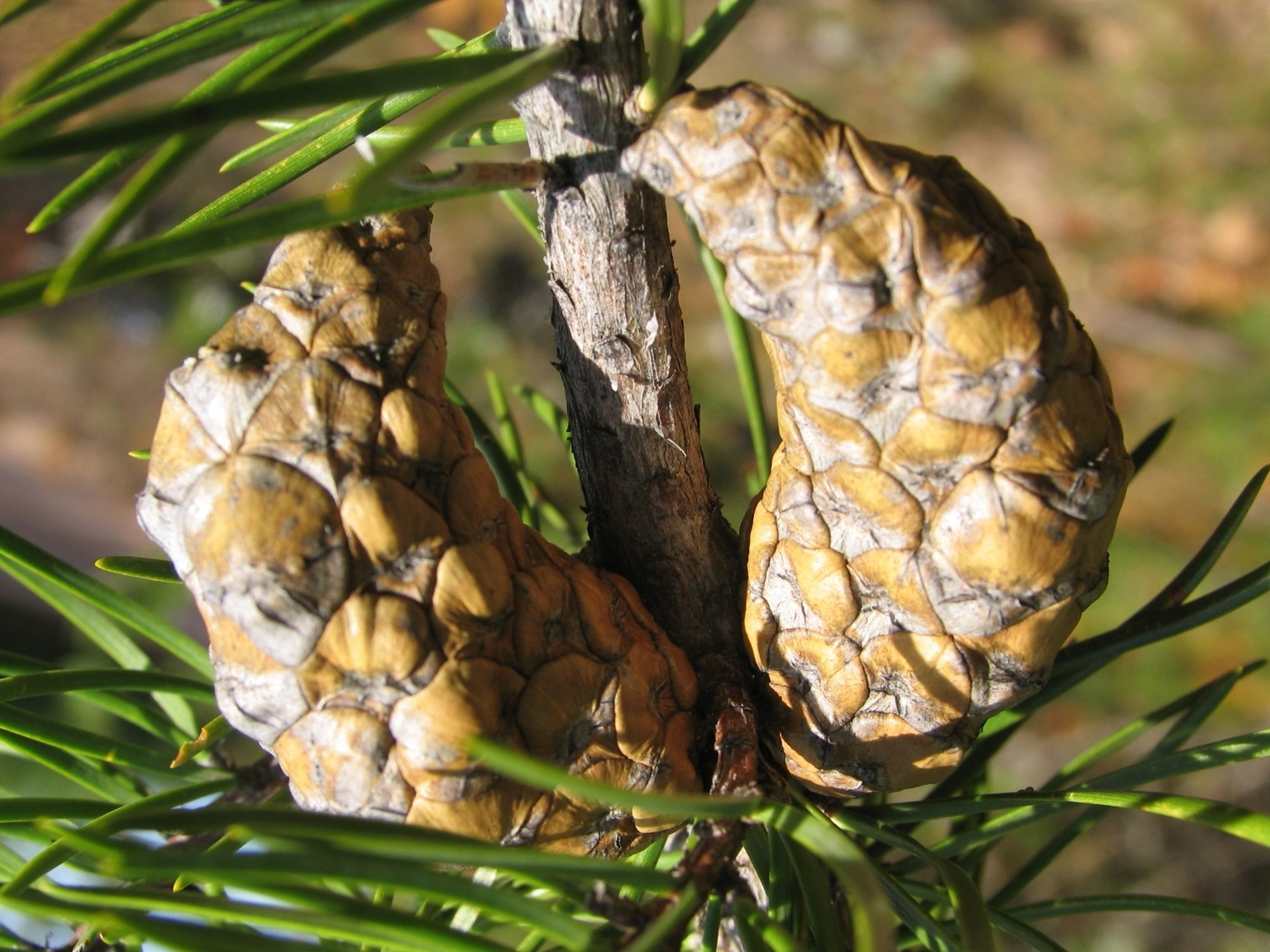
火災の強熱を受けないと開かないバンクスマツの球果（松かさ）
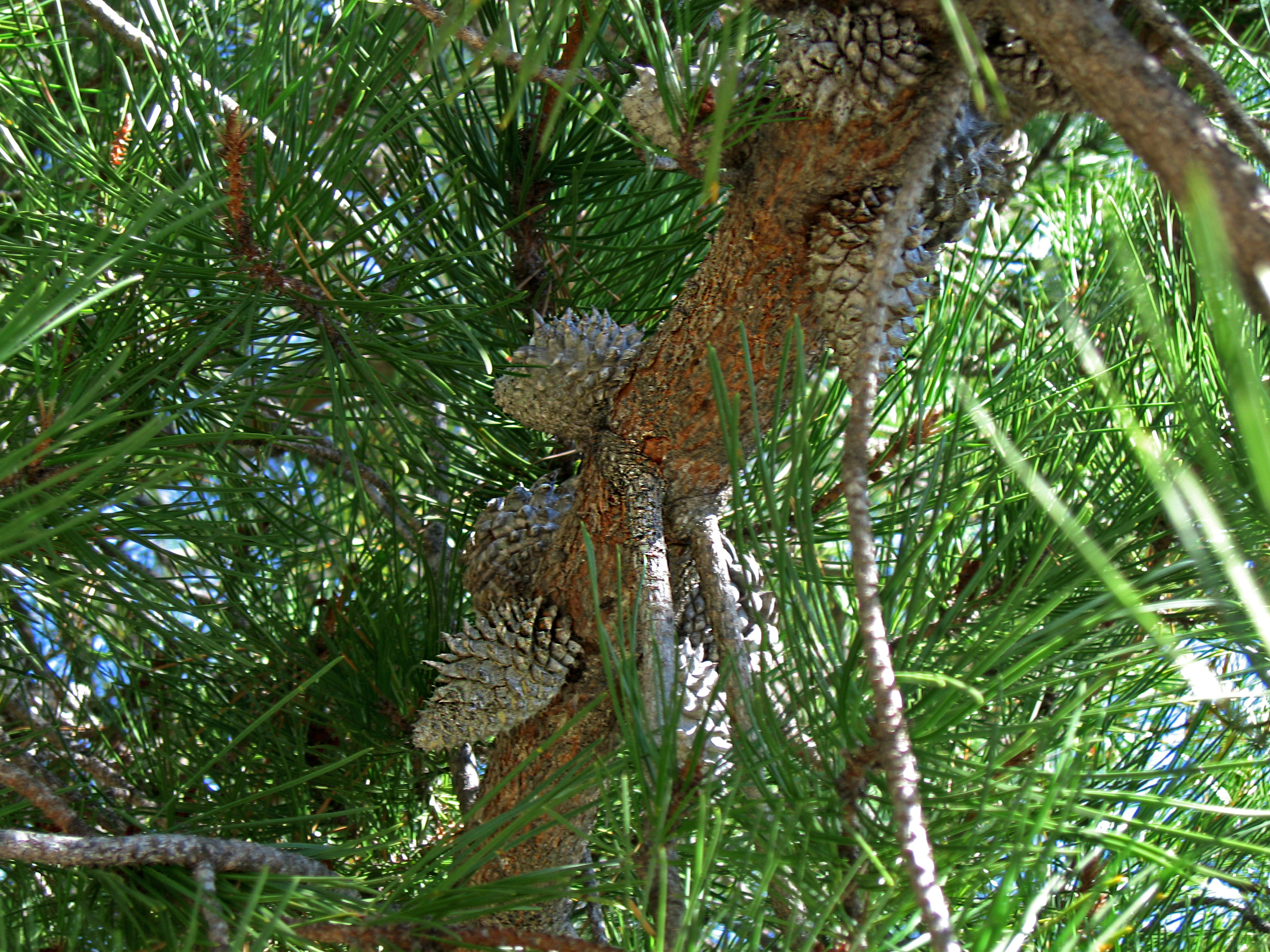
樹上に何年も付いたままのマツの一種Pinus muricataの球果
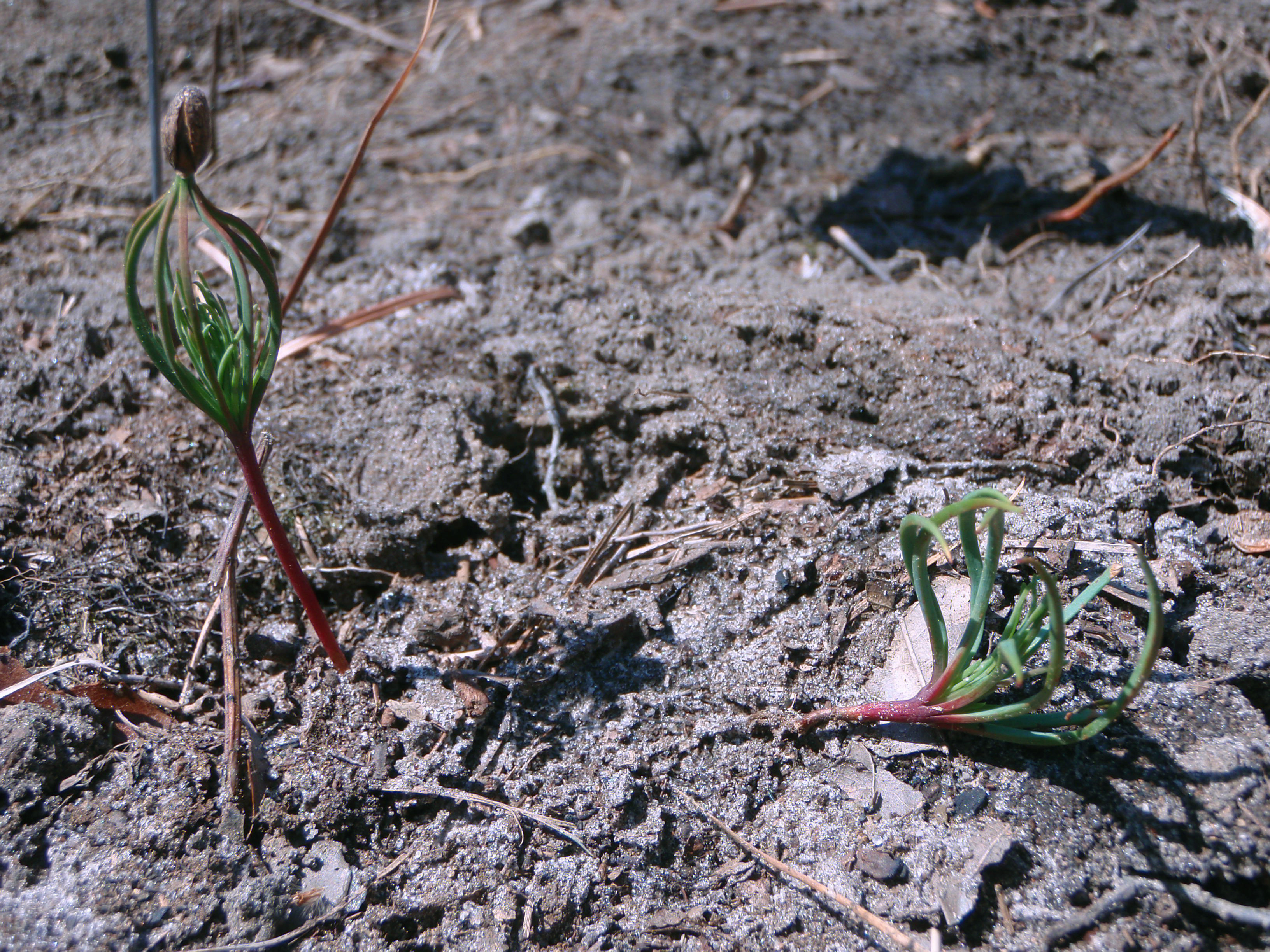
火災後の土壌で発芽したダイオウマツ（Pinus palustris）
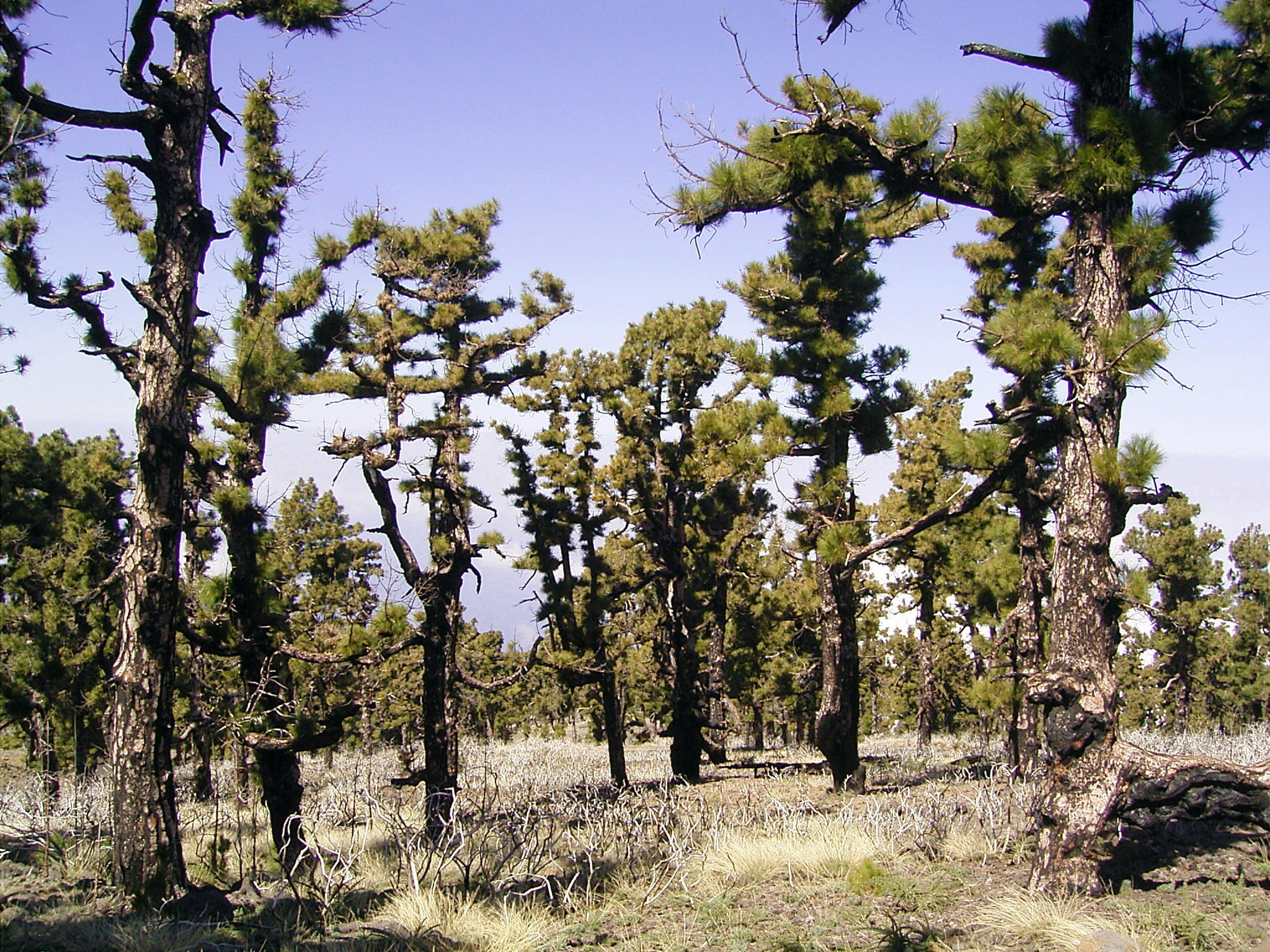
山火事で生存し幹から萌芽を伸ばすマツの一種Pinus canariensis
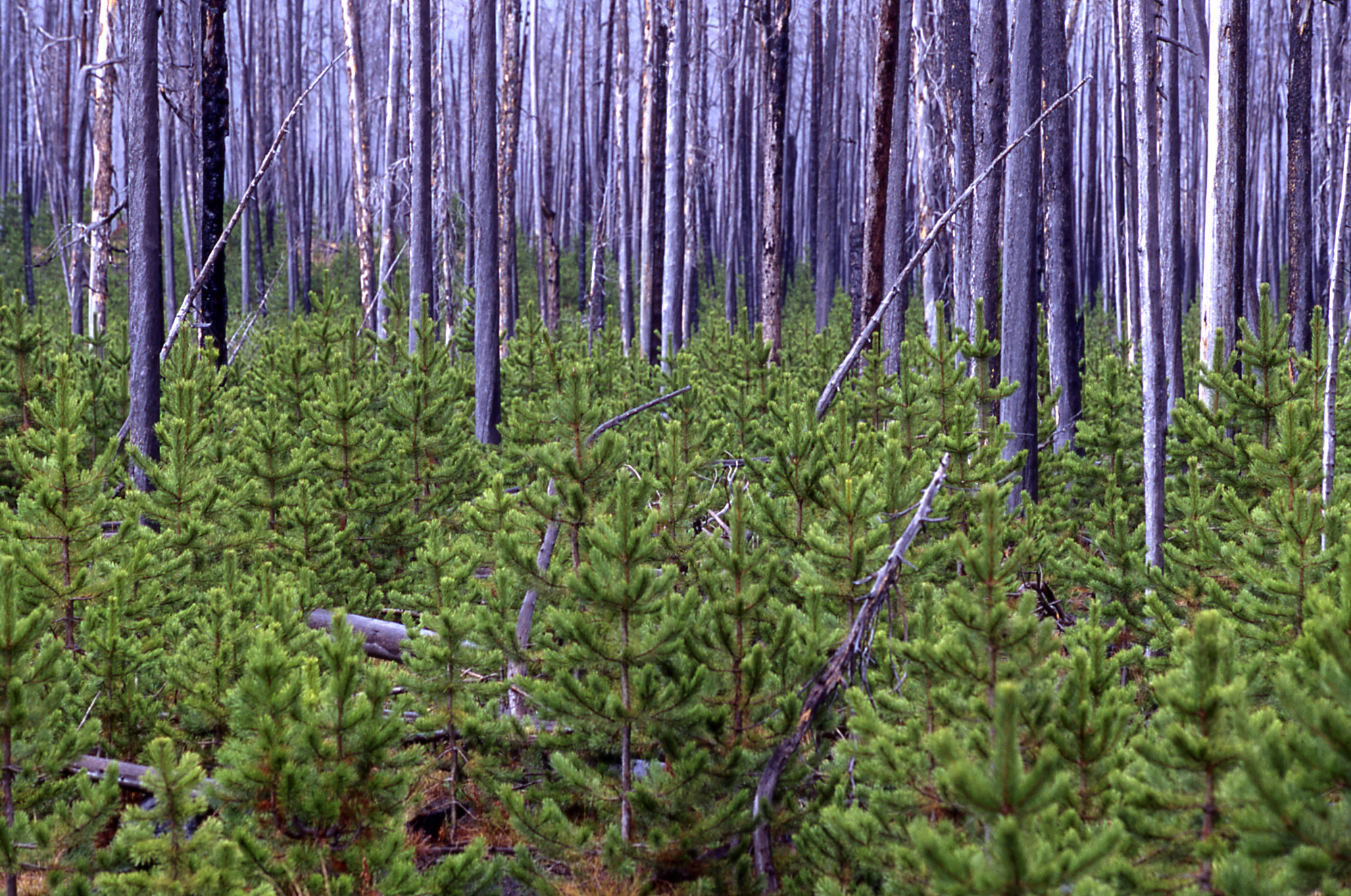
火災後一斉に生えてきたコントルタマツPinus contrta
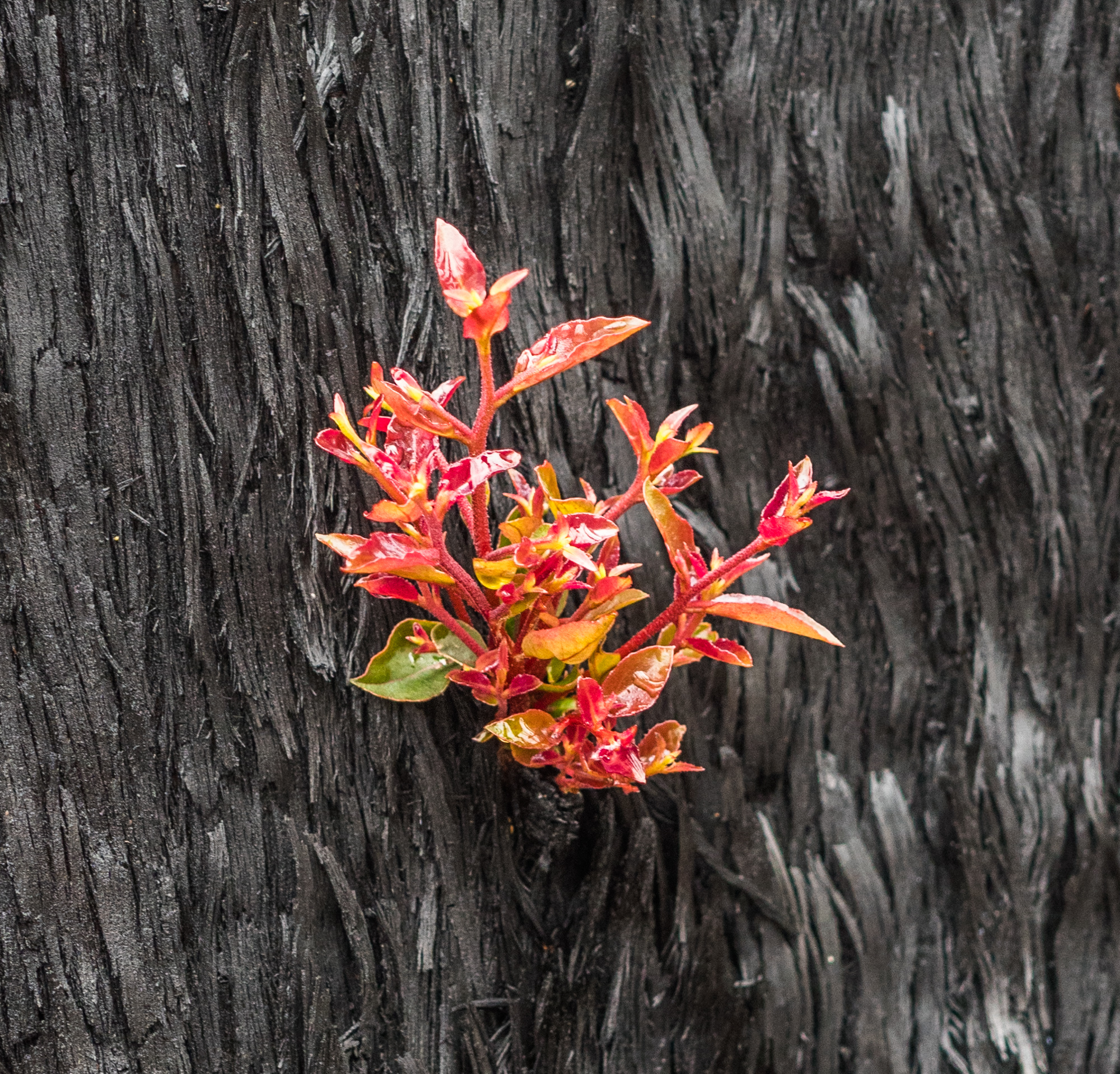
焼損した幹から萌芽を伸ばすユーカリの一種
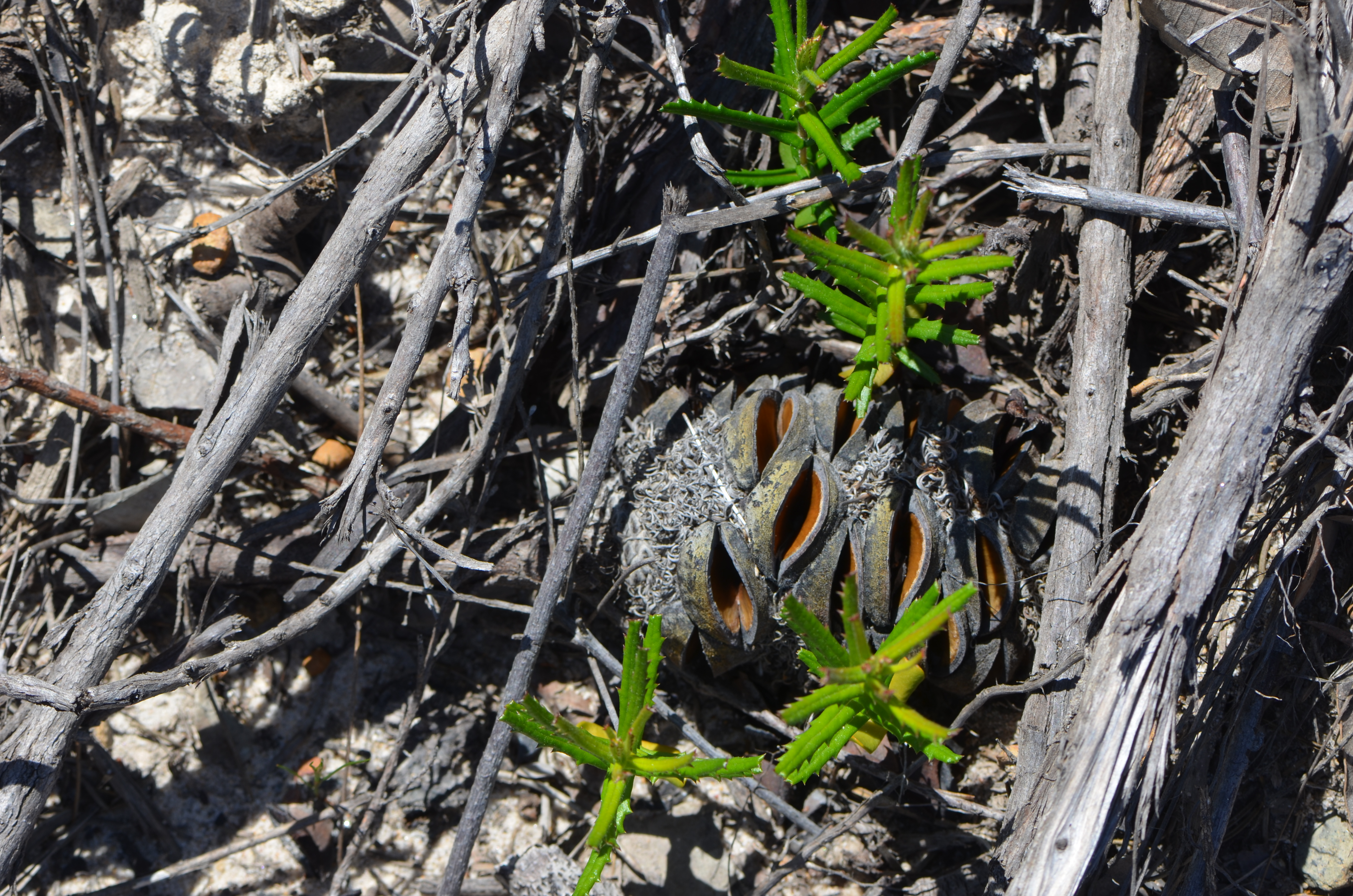
火災後にみられるバンクシアの発芽
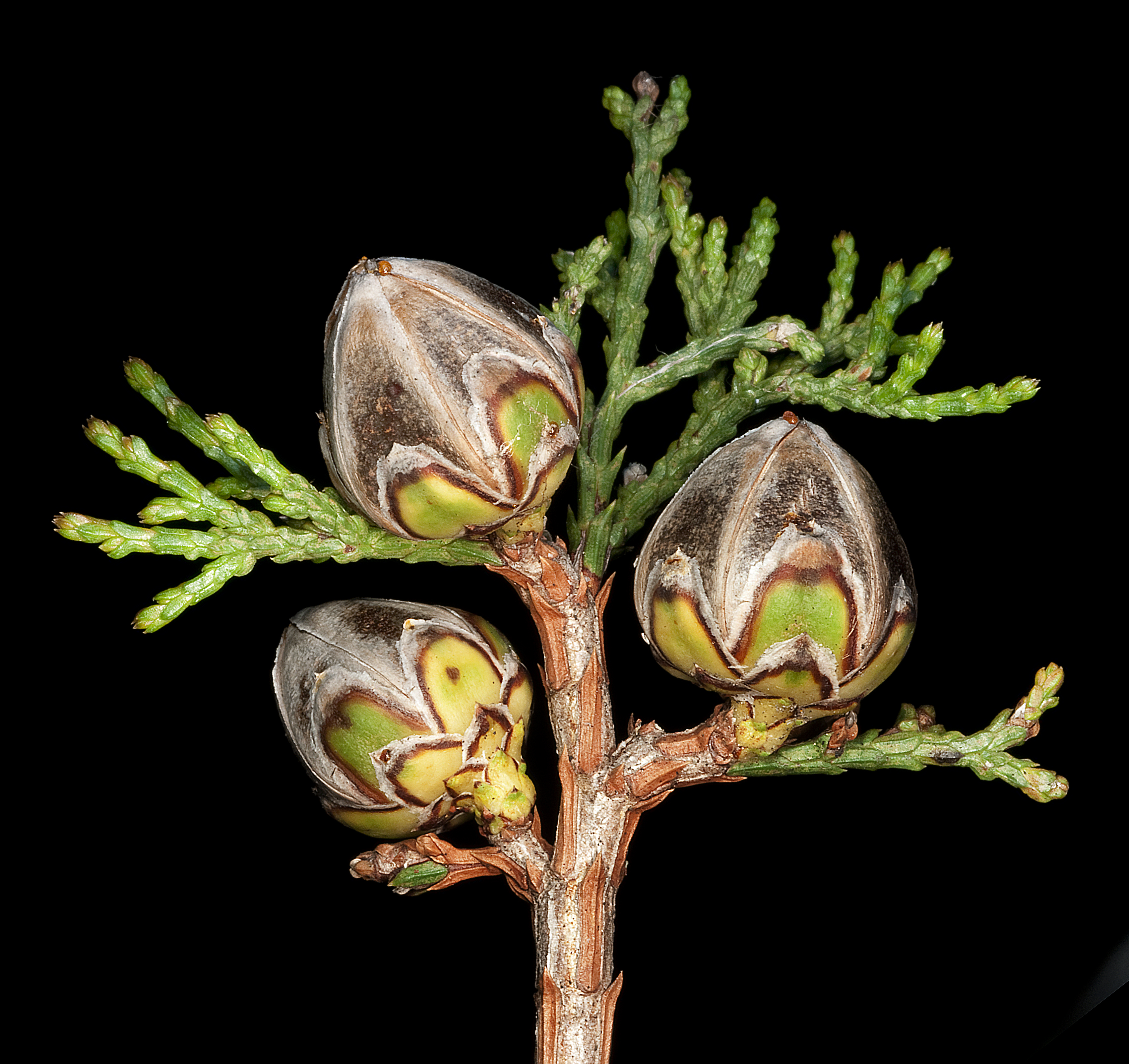
ヒノキの仲間Actinostrobus pyramidalisの球果も火災の熱で開くタイプ
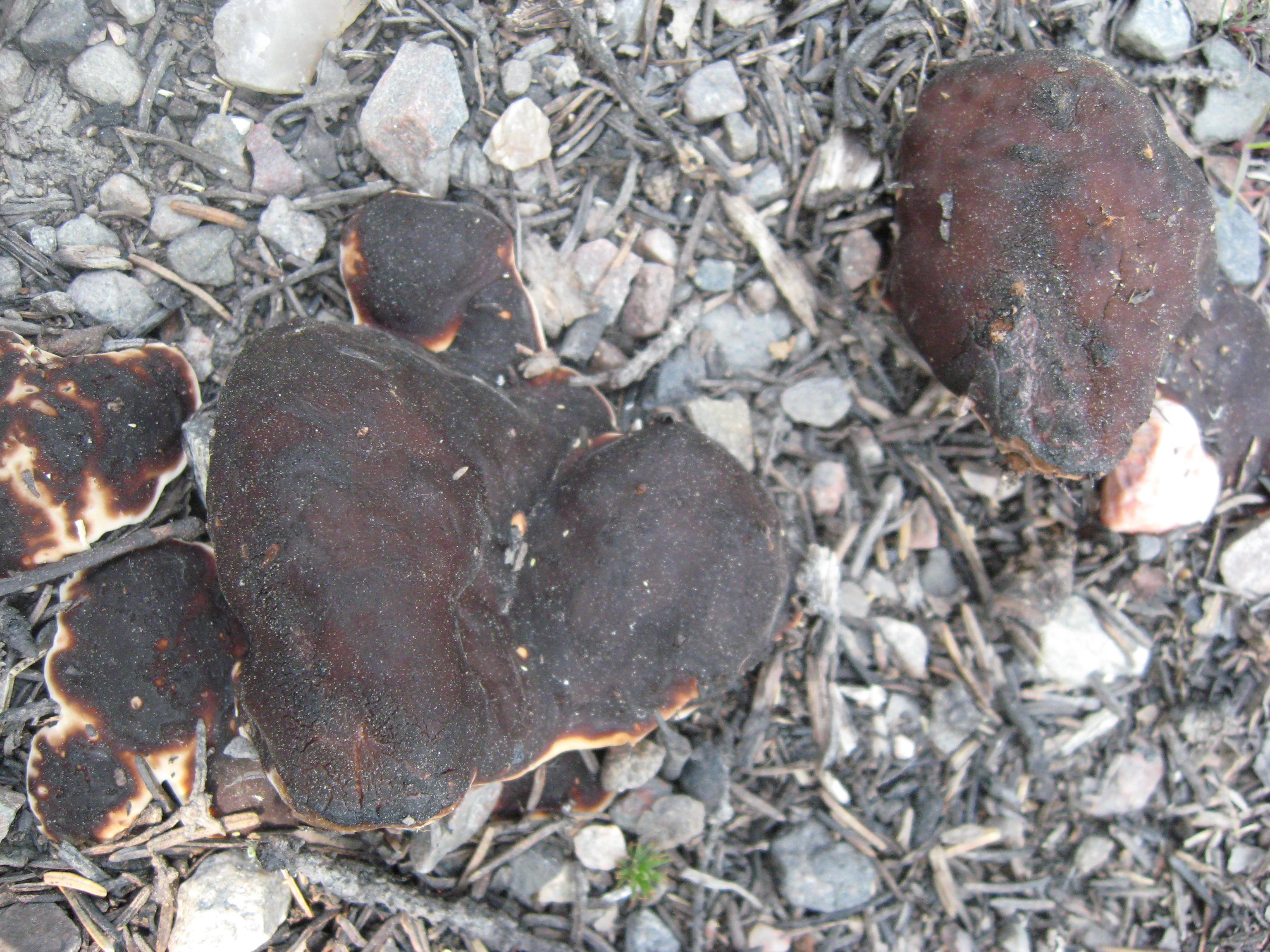
火災後に現れることが多いツチクラゲ
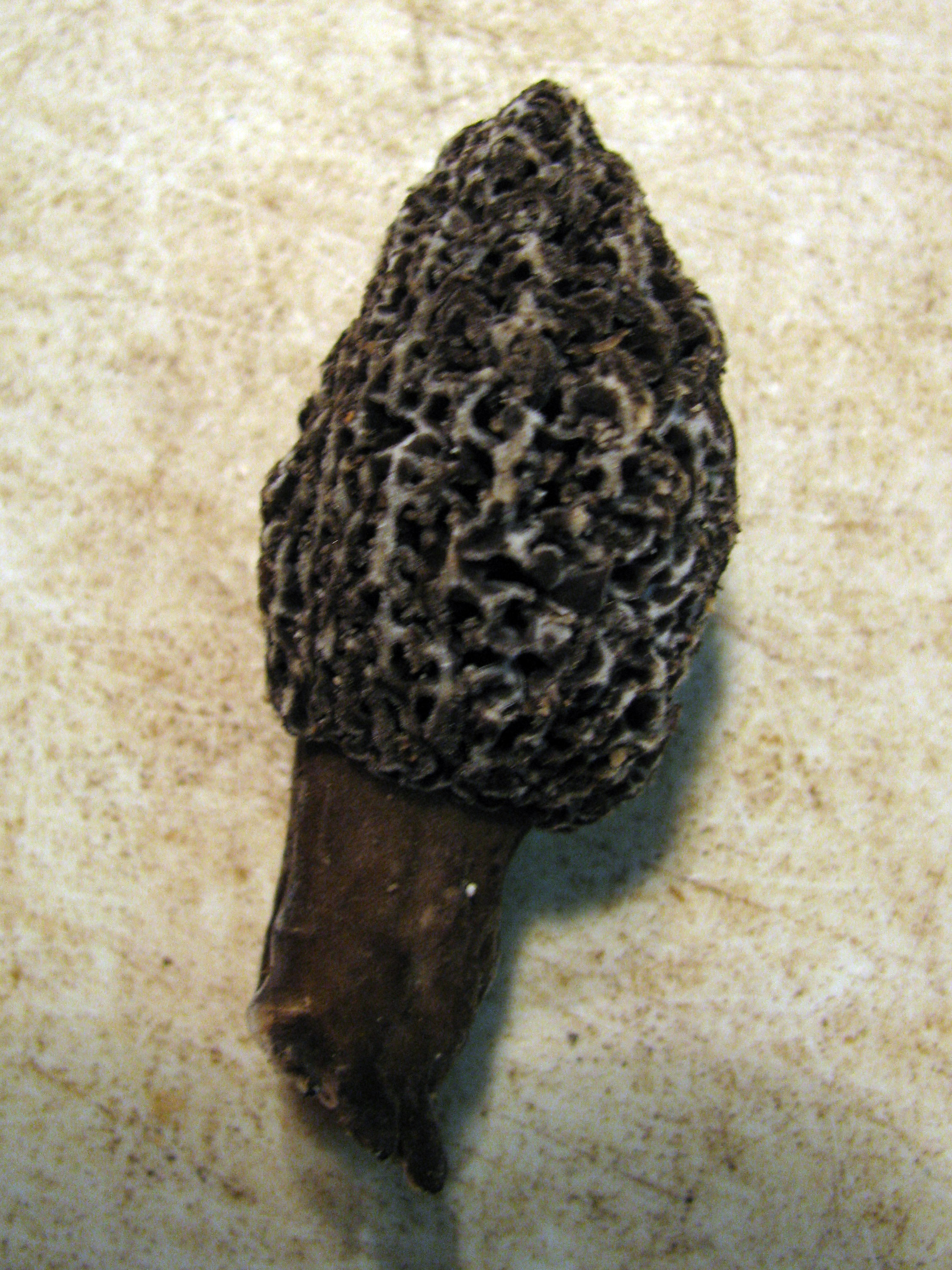
山火事後に豊作になるという北米産アミガサタケの一種M. tometosa

## 山火事や山火事の消防隊を主題とする作品
- オンリー・ザ・ブレイブ (映画) - 2013年に発生した山火事「ヤーネルヒル火災」の実話をもとに2017年に公開された映画
- Fire Chasers（英語版） - 2017年に公開されたNetflixドキュメンタリーシリーズ
- Planes: Fire & Rescue - 飛行機などを擬人化させたプレーンズの続編。空中消火・スモークジャンパー用機体などが山火事の消火活動を行う
- ファイアーストーム - アメリカのスモークジャンパーの活躍を描いた映画。
- 赤い空 - アメリカのスモークジャンパーの活躍を描いた映画。森林局が撮影に協力している。
- ファイティング・with・ファイア - 救助した子供を預かったスモークジャンパー達を描いたコメディ映画。
- Trial by Fire（英語版） - スモークジャンパーを目指す女性消防士が主人公のカナダの映画。

## 関連文献
- M・R・オコナー 著、大下英津子 訳『森を焼く人――自然と人間をつなぎ直す「再生の火」を探して』英治出版、2025年5月21日。ISBN 9784862763570。[80]（電子版あり）